# Jambewangi (Pakis)
Jambewangi is een bestuurslaag in het regentschap Magelang van de provincie Midden-Java, Indonesië. Jambewangi telt 2045 inwoners (volkstelling 2010).